# Laffert-kúria
A Laffert-kúria egy barokk stílusú műemlék épület Dunaharasztiban. Az épület jelenleg múzeumként és színházként üzemel.

## Története
A barokk stílusú kastélyt báró Laffert Ferdinánd Antal földesúr építtette 1716-ban, amikor családjával Harasztira költözött. A Laffert-család 1694-től birtokolta Harasztit, egészen 1864-ig.
1830-ban a Laffert-család egy új, nagyobb méretű kastélyt építtetett, klasszicista stílusban, ez ma a városháza. Ezután a régi kastélyt gazdasági épületként hasznosították, innen a "Granárium" elnevezés.
Az 1940-es évektől lakások, üzletek, műhelyek, és műterem telepedtek meg benne, bomlasztva a barokk tereket, díszeket.
2010-2011-ben a Laffert-kúriát felújították. A 2011-es megnyitása óta az épület múzeumként és színházként üzemel. Kétszintes, közel 560 m² alapterületű. Frissen telepített, 3300 m² barokk átiratú kert tartozik hozzá. Az épület Fő út felöli traktusát a díszterem, valamint az egybenyitható szalonokból álló termek alkotják. Emeletén egy 135 m²-es, modern kiállítótér található. Kertjében levendula-kiültetés, almaliget, lugasok a hófehér, 335 m²-es mészkőburkolatú terasz mellett.